# Scolelepis variegata
Scolelepis variegata är en ringmaskart som beskrevs av Imajima 1992. Scolelepis variegata ingår i släktet Scolelepis och familjen Spionidae. Inga underarter finns listade i Catalogue of Life.